# 楊秋
楊秋是三国时期的曹魏将領。其本來是跟馬騰等一樣是一方割據勢力，後來參加潼關之戰敗給曹軍後便加入曹魏，成為魏之將軍。

## 生平
建安十六年（211年），潼關之戰爆發，楊秋參與馬超、韓遂一方，此戰馬超率十萬大軍與曹操對峙，後來韓遂不幸被曹操杀害，楊秋於是向曹操投降。曹丕即位後，楊秋升為冠軍將軍，後來跟隨張郃、郭淮等征討發動叛亂的山賊頭目鄭甘、盧水，最終平定了鄭甘之亂。之後升為討寇將軍，封臨涇侯。

## 三國演義
三國演義中則改成為韓遂手下大將，後韓遂派楊秋為使前往曹營言割地求和之事，之後因遭中賈詡反間計的馬超的攻擊，不得已而降曹，被曹操封為列侯，守渭口，之後便不在演義中亮相。

## 评价
- 陈琳：“近者关中诸将，复相合聚，续为叛乱，阻二华，据河渭，驱率羌胡，齐锋东向，气高志远，似若无敌。”
- 卫觊：“西方诸将，皆竖夫屈起，无雄天下意，苟安乐目前而已。”